# Browningia altissima
Browningia altissima es una especie de planta suculenta perteneciente al género Browningia, dentro de la familia Cactaceae. Es endémica del norte de Perú.

## Descripción

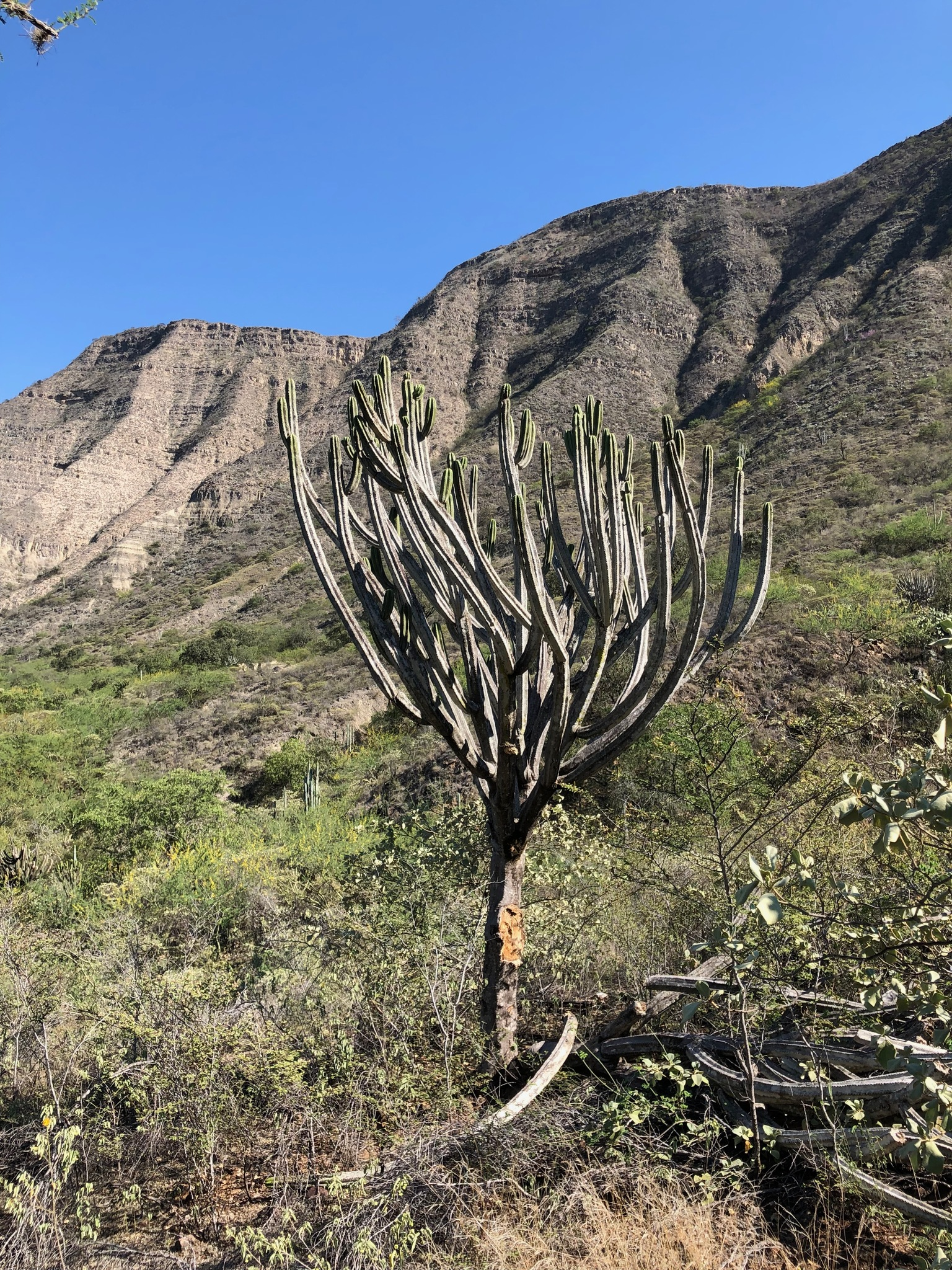
Porte de la planta en su hábitat

Browningia altissima es una especie de cactus que crece en forma de árbol. Forma un tronco bien desarrollado y alcanza alturas de 5 a 10 m. 
Los tallos son paralelos y cilíndricos, y presentan de 7 a 8 costillas. Sobre ellos se asientan las areolas, las cuales suelen tener una única espina central dirigida hacia abajo, de 2 a 6 cm de largo. También hay de 5 a 6 espinas marginales que miden de 5 a 10 mm de largo.

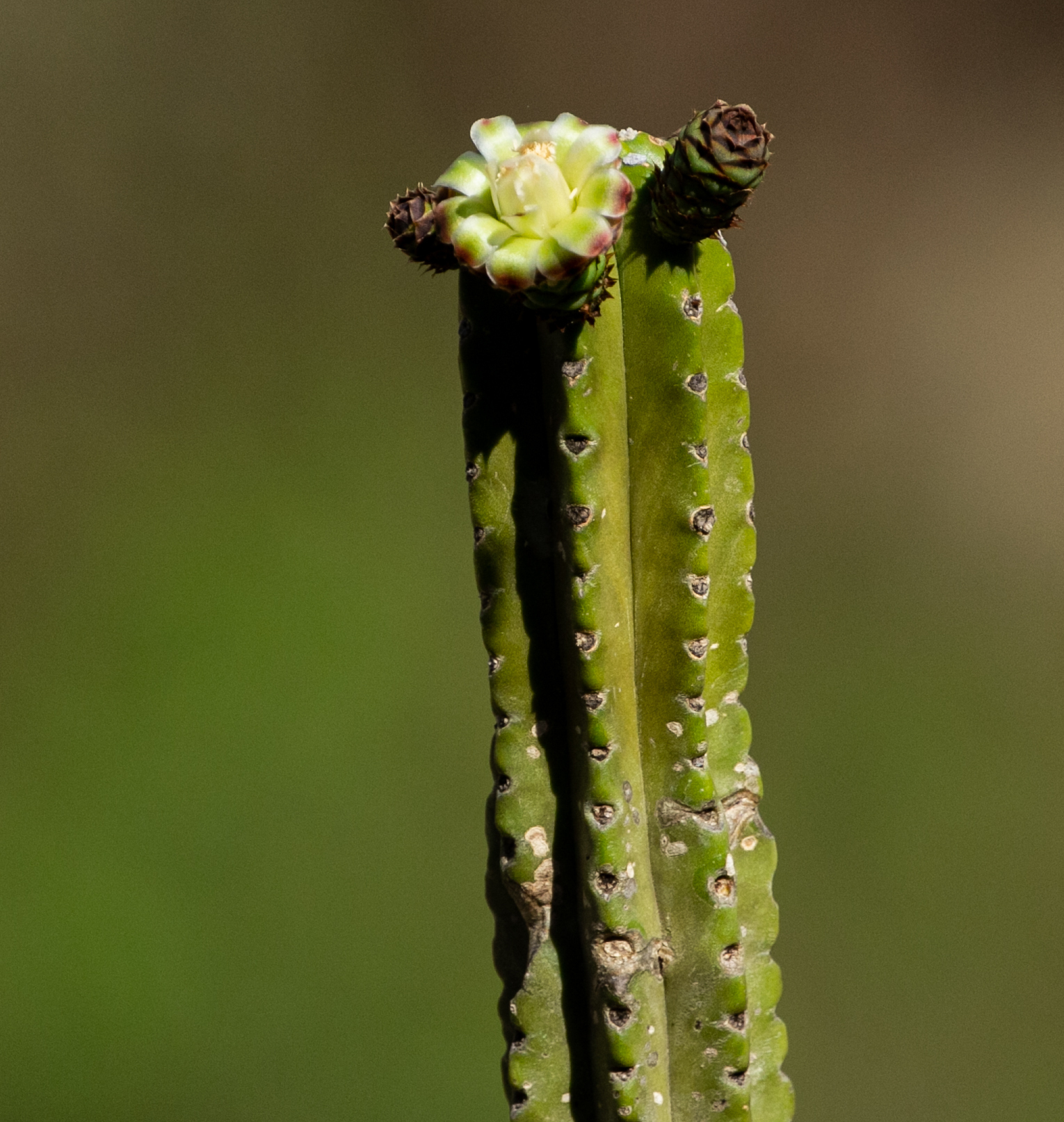
Detalle de la flor

Las flores son de color blanco verdoso y miden de 5 a 6 cm de largo. Son nocturnas y están cubiertas de escamas anchas y abarrotadas. Los frutos son verdes, jugosos y alargados.

## Distribución y hábitat
El área de distribución nativa de esta especie es el norte de Perú y crece en biomas desérticos o de matorrales secos. 
Principalmente habita en las regiones peruanas de Amazonas y Cajamarca, en las cálidas tierras bajas del río Marañón, a elevaciones que oscilan entre los 400 y 700 metros sobre el nivel del mar.

## Taxonomía
La primera descripción de esta especie fue como Gymnanthocereus altissimus, publicada en 1959 por el botánico alemán Friedrich Ritter en la revista científica científica Cactus (Paris) 62: 119.
Más tarde, el botánico austriaco Franz Buxbaum trasladó la especie al género Browningia, por lo que pasó a llamarse Browningia altissima. Registró estos cambios en el libro Die Kakteen 4 (1): 104, publicado en 1965.
Etimología
- Browningia: nombre genérico otorgado en honor de Webster E. Browning (1869-1942), exdirector del Instituto Inglés de Santiago de Chile.[6]
- altissima: epíteto específico que deriva de la palabra latina altissimus, que es el superlativo de altus (que significa 'alto'), haciendo referencia a que es una especie muy alta.[7]

## Estado de conservación
En la Lista Roja de Especies Amenazadas de la UICN, la especie está clasificada como "Vulnerable (VU)".
En determinadas zonas de la provincia de Bagua (Amazonas), la especie se ve afectada por actividades humanas, aunque no se conocen con precisión las causas de la tala realizada por los pobladores locales. En la región de Cajamarca, las poblaciones sufren impactos indirectos asociados a la deforestación. Asimismo, en parte de su área de distribución se está llevando a cabo una conversión de tierras para otros usos como la agricultura.

## Usos
Se cultiva principalmente como planta ornamental y su propagación se realiza normalmente a través de esquejes o semillas.